# José Gregorio Calderón
José Gregorio Calderón (San Luis, 1796 - mayo de 1851) fue un militar y político argentino, que participó en las guerras civiles de su país y ejerció como gobernador de la provincia de San Luis.

## Carrera militar
Se incorporó a las milicias locales poco después de la Revolución de Mayo, y posteriormente se incorporó al Ejército de los Andes. Pasó a Chile después de Chacabuco, y participó en la batalla de Maipú.
En 1820 formaba parte de las fuerzas que, establecidas en San Juan, se vieron involucradas en la revolución de Mariano Mendizábal. Tras cambiar de bando varias veces, obtuvo la baja y regresó a San Luis. Fue ascendido al grado de capitán, y al año siguiente peleó contra la invasión del general chileno José Miguel Carrera. Prestó servicios  durante años en la frontera con los ranqueles.
En 1825 fue diputado provincial y secretario de ese cuerpo. Apoyó el gobierno de José Santos Ortiz, y fue uno de los electores de su sucesor, Prudencio Vidal Guiñazú. Participó en la campaña de Facundo Quiroga la Liga del Interior en 1830 y, tras la derrota de Oncativo debió exiliarse en Chile.
Regresó después de la victoria de Quiroga en Rodeo de Chacón y se estableció en su provincia, como uno de los jefes militares más importantes, con el grado de teniente coronel, siendo posteriormente ascendido a coronel. Fue diputado provincial, y el gobernador José Leandro Cortés lo nombró comandante de armas de la provincia.
A fines de ese año, una invasión de ranqueles atacó todo el este de la provincia. Calderón los enfrentó cerca de San José del Morro, pero fue derrotado; esta derrota provocó la renuncia de Cortés.

## Gobernador de San Luis
El 26 de diciembre de 1833 fue elegido gobernador de la provincia. Fue un gobernador típicamente federal, que expulsó a sus opositores de la provincia e hizo obligatorio el uso de los símbolos federales. Sancionó la ley que estableció el escudo de la provincia, iniciativa del general José Ruiz Huidobro.
Su principal preocupación fue defender la provincia de las invasiones de los indígenas, que se hicieron muy repetidas. Entre las razones de esta agresividad de los ranqueles, se contaba que algunos dirigentes unitarios –como el después coronel Manuel Baigorria– se habían refugiado entre ellos y presionaban a favor de realizar malones a su provincia, para debilitar al gobierno federal. Con apoyo de un cuerpo de caballería porteño, al mando del coronel Pantaleón Argañaraz, logró derrotar una fuerte invasión de indios en Pampa del Molle, en octubre de 1834, logrando rescatar 16.000 vacunos y casi cien cautivos.
A principios de 1835, al difundirse la noticia del asesinato de Quiroga, se produjeron en Cuyo graves enfrentamiento entre quienes habían sido sus seguidores; en San Luis, Argañaraz intentó derrocar a Calderón, que lo expulsó de la provincia. Dedicó mucho esfuerzo a reedificar los pueblos de la provincia, donde reconstruyó las capillas y fundó algunas escuelas, a pesar del escaso presupuesto con que contaba.

## Caída y últimos años
Su segundo mandato terminaba en diciembre de 1840, pero no lo pudo terminar: al estallar la guerra contra la Coalición del Norte, la provincia de San Luis contribuyó a los esfuerzos del gobierno de la provincia de Mendoza, dirigido de hecho por el caudillo José Félix Aldao, entregándole la mayor parte de sus veteranos. Sabiendo esto, Baigorria convenció a los ranqueles de invadir la provincia, ya que contaba con buenas relaciones con algunos jefes militares disidentes y con algunas partidas de milicianos unitarios provenientes de la vecina provincia de Córdoba.
La invasión logró tomar el control de la capital, que fue saqueada, pero las casas de los opositores fueron respetadas. Mientras tanto, Calderón se desplazaba hacia el norte de la provincia, en busca de fuerzas con que responder. La capital quedó en manos de unos pocos opositores, que reunieron una asamblea que declaró caduco el gobierno de Calderón, y el 11 de noviembre nombró un triunvirato de gobierno, formado por José Leandro Cortés, José Adaro y Poblet. Éste organizó un pequeño ejército, que puso en manos del coronel Eufrasio Videla.
Pero en el interior de la provincia, una vez que los ranqueles comenzaron su retirada, los jefes militares se negaron a reconocer la autoridad del triunvirato. Calderón fracasó en reorganizar las milicias en el noroeste y huyó a ponerse al amparo del ejército de Aldao. El coronel Pablo Lucero logró reunir un importante contingente en el noreste, con el que cerró las comunicaciones del gobierno de la capital con la provincia de Córdoba. Además, en diciembre llegaron las noticia de la derrota de Lavalle en la batalla de Quebracho Herrado y de la retirada de éste y de Lamadrid hacia el norte.
Aislado por el este y el noreste, Videla intentó contactarse con el gobernador de La Rioja, que era nominalmente el jefe militar de la Liga. En camino hacia esa provincia, fue interceptado y derrotado por Aldao y Lucero en la batalla de Las Quijadas, el 2 de enero de 1841. Calderón estaba en ese ejército, pero al parecer no participó en la batalla; se dirigió a la ciudad de San Luis y reunió la legislatura, mientras los miembros del triunvirato eran tomados prisioneros. Vencido el período de gobierno de Calderón, la legislatura eligió para reemplazarlo al coronel Lucero, que asumió ese mismo día.
Durante los años siguientes, Calderón fue diputado provincial e inspector de armas de la provincia. Formó parte del tribunal que juzgó a los revolucionarios que, en 1848, estuvieron a punto de derrocar y matar a Lucero. Fue su última actuación pública.
Falleció en la ciudad de San Luis en mayo de 1851.